# Örnsköldsvik (comuna)
Örnsköldsvik (em sueco: Örnsköldsvik kommun,  pronúncia) é uma comuna da Suécia localizada no norte do condado de Västernorrland, junto ao Mar de Bótnia. Sua capital é a cidade de Örnsköldsvik, a localidade com mais habitantes da comuna. Possui 6 376 quilômetros quadrados e segundo censo de 2020, havia 55 963 habitantes.
É a segunda comuna mais povoada do condado, a seguir à comuna de Sundsvall.

## Localidades principais
Localidades com mais população da comuna (2020):

| Nr | Localidade   | População |
| -- | ------------ | --------- |
| 1  | Örnsköldsvik | 33 348    |
| 2  | Bjästa       | 1 884     |
| 3  | Husum        | 1 556     |
| 4  | Bredbyn      | 1 268     |
| 5  | Köpmanholmen | 1 201     |

## Economia
A comuna tem tradição industrial, com grande número de trabalhadores na produção de papel e produtos de madeira.

## Património turístico
Alguns pontos turísticos mais procurados atualmente são:
- Costa Alta, costa sueca do Golfo da Bótnia, entre Härnösand e Örnsköldsvik
- Fjällräven Center, pavillhão polivalente e estádio de hóquei no gelo na cidade de Örnsköldsvik

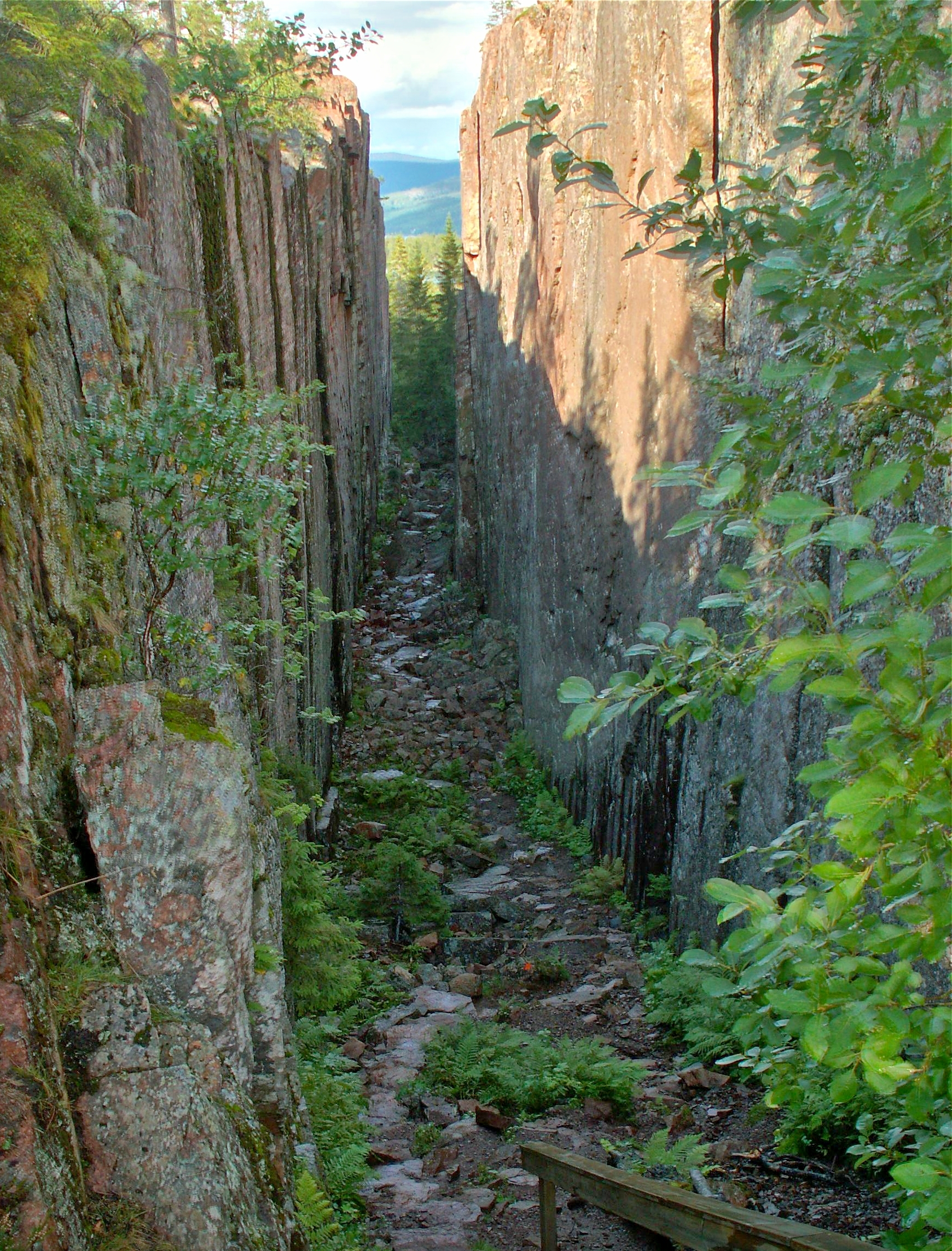
O desfiladeiro Slåttdalsskrevan
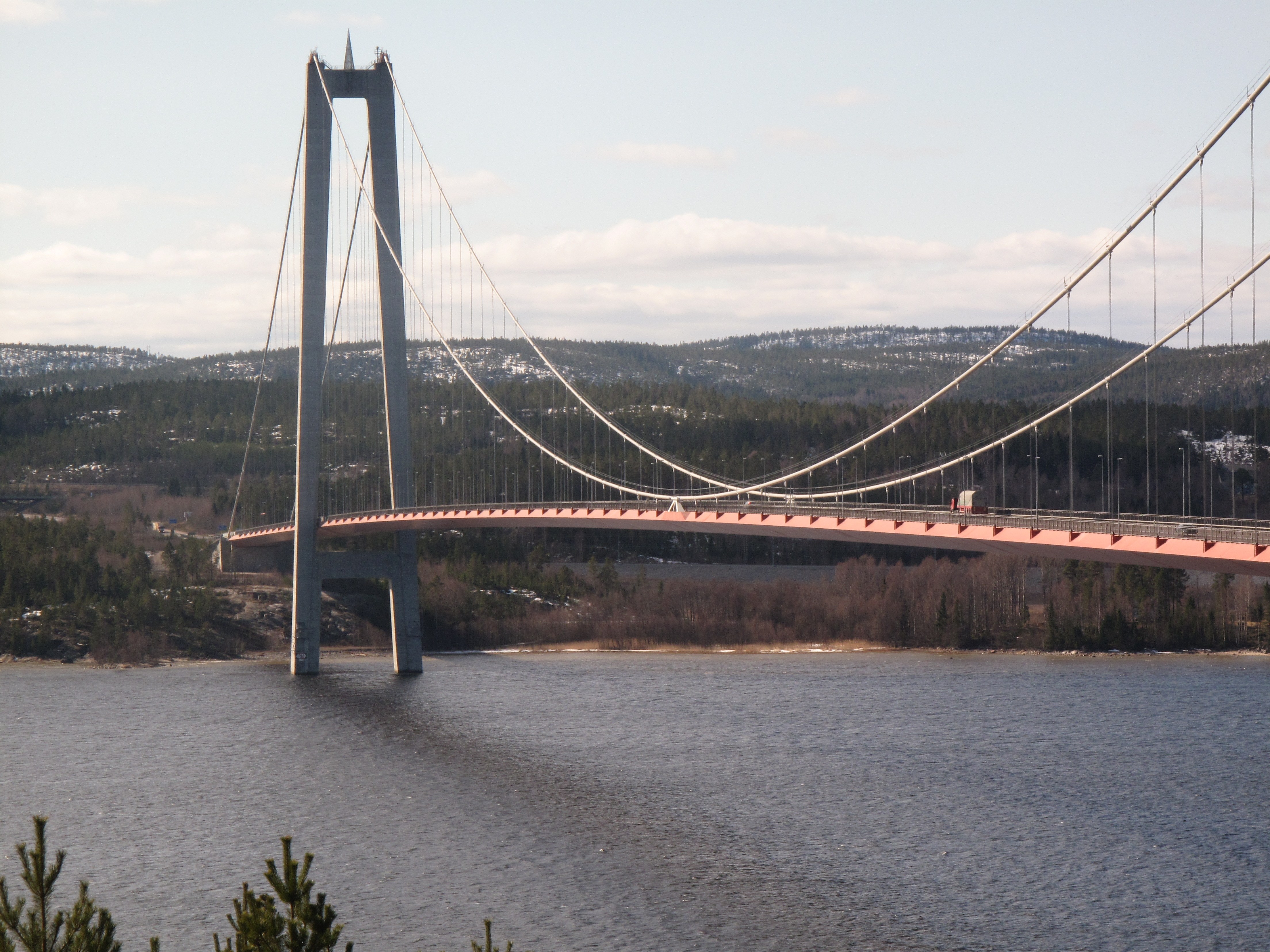
A ponte de Höga kusten